# Kurdi, Manvi
Kurdi là một làng thuộc tehsil Manvi, huyện Raichur, bang Karnataka, Ấn Độ.